# Montépreux
Montépreux é uma comuna francesa na região administrativa do Grande Leste, no departamento de Marne. Estende-se por uma área de 15.41 km², e possui 46 habitantes, segundo o censo de 2018, com uma densidade de 3.0 hab/km².